# Rodeo Drive

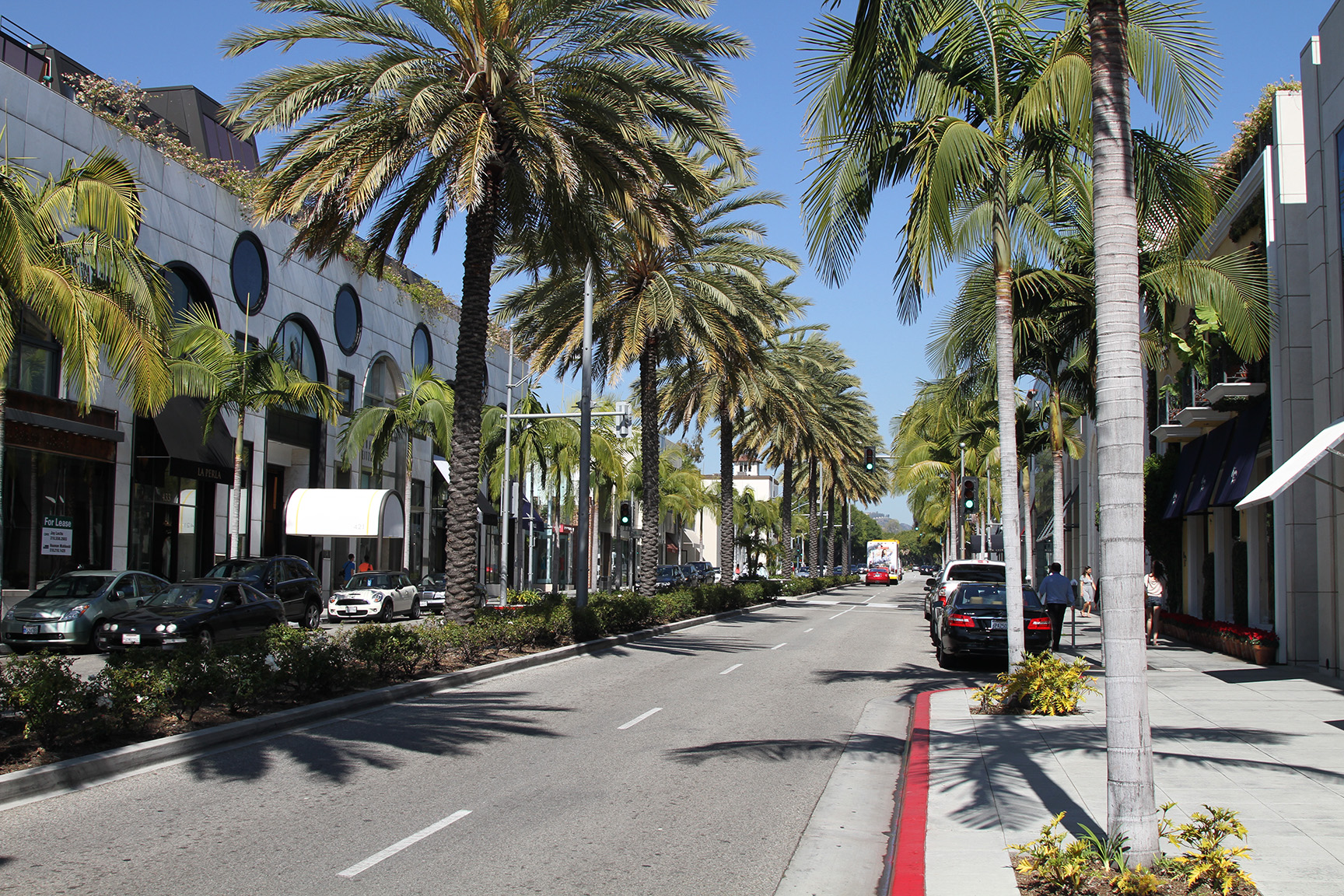
Der Rodeo Drive nördlich der Kreuzung Brighton Way: La Perla links, Bijan rechts

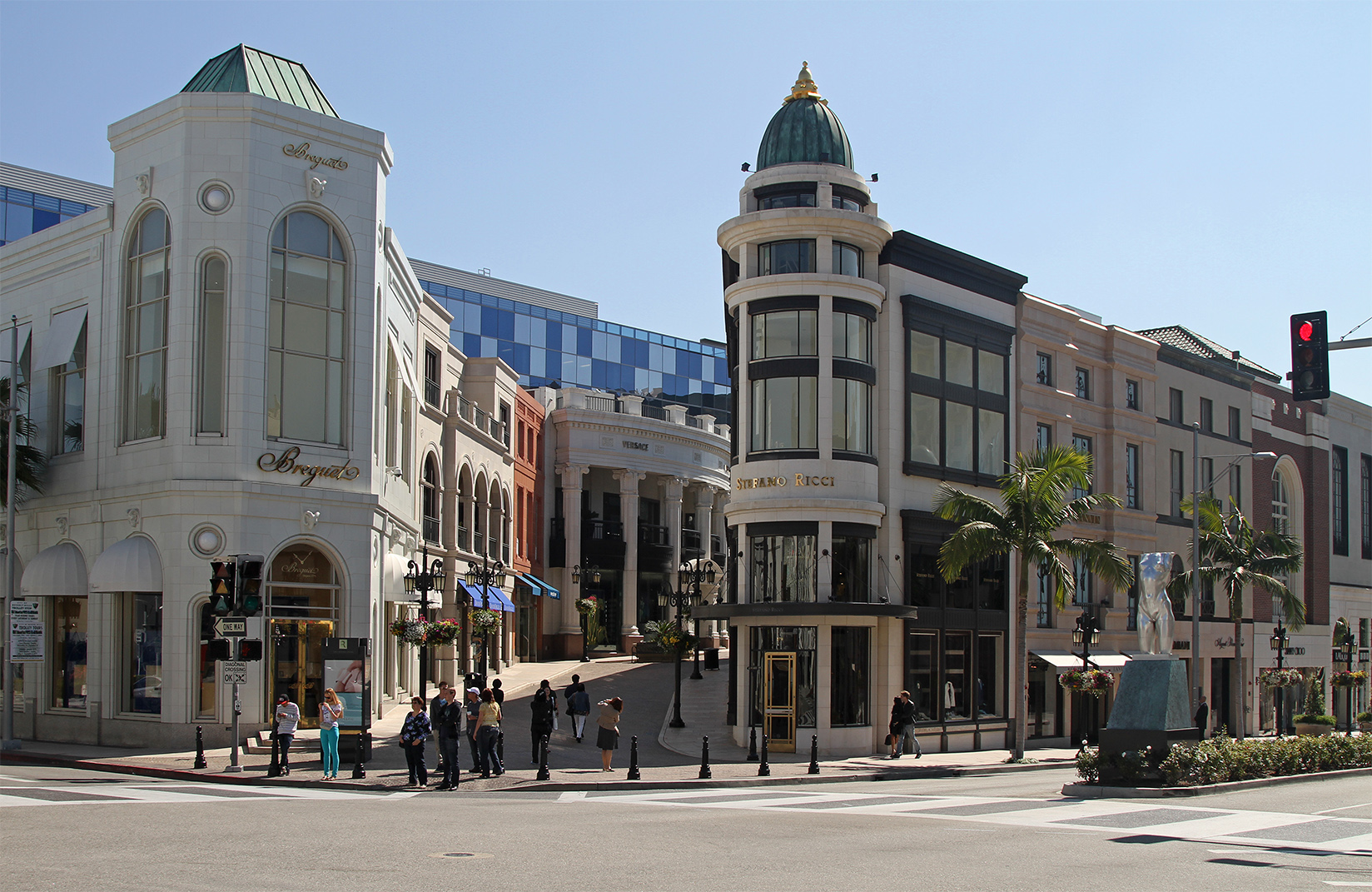
Two Rodeo Drive mit Via Rodeo und Torso-Skulptur an der Kreuzung Dayton Way

Der Rodeo Drive (Betonung auf der zweiten Silbe von Ro'deo) ist eine in einen nördlichen (N. Rodeo Drive) und südlichen (S. Rodeo Drive) Abschnitt untergliederte und vom Wilshire Boulevard geteilte Straße in Beverly Hills, einer Stadt im Los Angeles County des US-Bundesstaates Kalifornien. Der Rodeo Drive verläuft mit einer Gesamtlänge von ca. 2 Meilen (3,2 km) zwischen dem Sunset Boulevard im Norden und dem S. Beverwil Drive unweit des W. Pico Boulevards im Süden. Die Straße ist vor allem für die dichte Ansiedlung von Geschäften internationaler Luxus-Marken mit hochpreisiger Ware in einem ihrer Teil-Abschnitte bekannt.
Seinen Namen hat der Rodeo Drive von der spanischen Übersetzung des indianischen Ausdrucks für 'Ansammlung von Wasser', El Rodeo de las Aguas, da sich zu Zeiten der spanischen Kolonialherrschaft an der Stelle fruchtbare Sümpfe befanden. Bis in die frühen 1950er Jahre als die städtebauliche Entwicklung von Beverly Hills voranschritt, war die Straße nicht mehr als ein Pferdeweg. Erst in den 1970er Jahren entwickelte sich unter anderem der lediglich drei Häuserblöcke bzw. 500 Meter lange Abschnitt des N. Rodeo Drive zwischen Wilshire Boulevard und Santa Monica Boulevard zu einer exklusiven Einkaufs- und Flaniermeile, die nicht nur von den wohlhabenden und prominenten Einwohnern der Umgebung genutzt wird, sondern auch eine Attraktion für Touristen darstellt.
Heute ist der N. Rodeo Drive eine durch einen Grünstreifen geteilte und zum Teil von Palmen gesäumte vierspurige Straße. Die Grundstückspreise und Mieten zählen inzwischen zu den höchsten der Welt, von denen auch die umliegenden Straßen wie der Beverly Drive und der Cañon Drive im sogenannten Golden Triangle profitieren. Dieses 'Goldene Dreieck' mit zahlreichen Geschäften und Restaurants wird von den sich kreuzenden Straßenzügen des Wilshire Boulevard (im Süden), des Santa Monica Boulevard (im Nordwesten) und des Cañon Drive (im Osten) begrenzt. Der S. Rodeo Drive ist eine zweispurige Büro- und Wohnstraße.
Internationale Modemarken wie Giorgio Armani, Gucci, Dolce & Gabbana, Ermenegildo Zegna, Prada, Valentino, Salvatore Ferragamo, Brioni, Max Mara, Bottega Veneta, Roberto Cavalli, Hugo Boss, Bally, Dior, Yves Saint Laurent, Hermès, Chanel, Louis Vuitton, Lacoste, Ralph Lauren, Judith Leiber, Michael Kors, Tom Ford oder auch Brooks Brothers, Guess Jeans, Bijan Beverly Hills, Juicy Couture und andere führen Läden auf dem Rodeo Drive. Vertreten sind auch Rolex, Mont Blanc, Omega, Bang & Olufsen oder Juweliere wie Bulgari (One Rodeo Drive), Cartier, de Beers, Van Cleef & Arpels oder Harry Winston und wenige Restaurants. Auch auf der in mittlerer Höhe der Prachtstraße gelegenen Querstraße Brighton Way haben sich alleine schon aus Platzmangel zahlreiche exklusive Boutiquen wie Wolford, Anne Fontaine, Christofle, Emporio Armani, Brunello Cuccinelli, Jaeger-LeCoultre, IWC oder Oilily angesiedelt.
Die Straße beherbergt auch die teuersten Einkaufszentren der Welt. Zu ihnen zählen zum einen The Rodeo Collection (421 N. Rodeo Drive) mit Geschäften auf fünf Verkaufsebenen ober- und unterhalb der Erde wie Eres, Hervé Leger, La Perla, Stuart Weitzman oder auch Einrichtungen für plastische Chirurgie. Zum anderen finden sich in dem erst in den frühen 1990er Jahren gebauten Two Rodeo Boutiquen von Versace, Stefano Ricci (vorher Gianfranco Ferré), Lanvin, Porsche Design, Jimmy Choo, Vilebrequin, Breguet, Georg Jensen, Lalique, Tiffany & Co., dem Handy-Hersteller Vertu und weiteren sowie drei Restaurants. Two Rodeo Drive erweckt als kurzer Straßenzug, auch genannt Via Rodeo, parallel zum Anfang des Rodeo Drive zwischen Dayton Way und Wilshire Boulevard mit Brunnen, einer Piazza, einer 'Spanischen Treppe' und Balkonen den Eindruck einer europäischen Kopfsteinpflaster-Einkaufsstraße. Direkt daneben, auf dem Wilshire Boulevard, befindet sich das berühmte Hotel Beverly Wilshire.
An der Kreuzung N. Rodeo Drive und Dayton Way wurde 2003 auf dem Grünstreifen inmitten der Straße eine Skulptur aus silberfarbenem Aluminium in Form eines weiblichen Torsos vom Künstler Robert Graham aufgestellt.
Der nördliche Teil des N. Rodeo Drive zwischen Santa Monica Boulevard und Sunset Boulevard ist eine elegante Wohnstraße.

## Wissenswertes
- Die nahegelegenen Hollywood-Studios nutzen die Straße gelegentlich für Filmaufnahmen. Der Regisseur Brian De Palma drehte 1984 in The Rodeo Collection Szenen des Films Body Double (dt. Der Tod kommt zweimal), und Julia Roberts war im Film Pretty Woman spazieren gehend auf dem Rodeo Drive zu sehen, wo sie in ihrer Rolle als Prostituierte in der Boutique Boulmiche (seit 2010 ein Badgley-Mischka-Geschäft) gegen Ende der Prachtstraße an der Ecke Santa Monica Boulevard abgewiesen wurde.
- Unmittelbar am nördlichen Ende des Rodeo Drive, der Einmündung auf den Sunset Boulevard, steht das traditionsreiche The Beverly Hills Hotel (1912 eröffnet), welches seit 1987 dem Sultan von Brunei gehört.
- Der Tänzer und Schauspieler Gene Kelly wohnte bis zu seinem Tode 1996 im nördlichen Teil des N. Rodeo Drive in Nummer 725.
- Jährlich am amerikanischen Vatertag (dritter Sonntag im Juni) findet auf dem Rodeo Drive ein Concours d’Elegance statt, zu welchem zahlreiche Oldtimer der Öffentlichkeit gezeigt werden.

## Bildergalerie

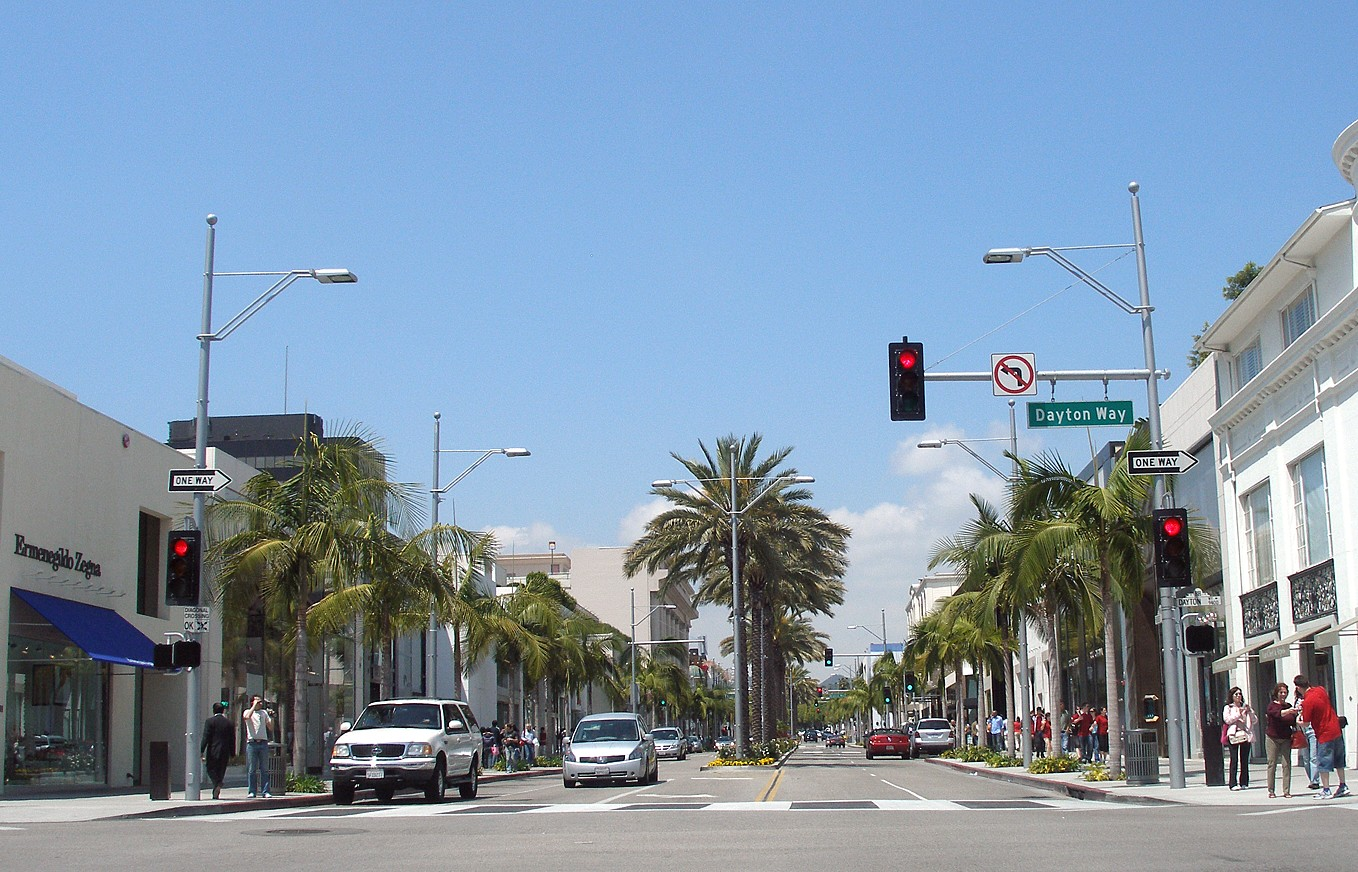
Der Rodeo Drive an der Kreuzung Dayton Way: Ermenegildo Zegna links, Van Cleef & Arpels rechts
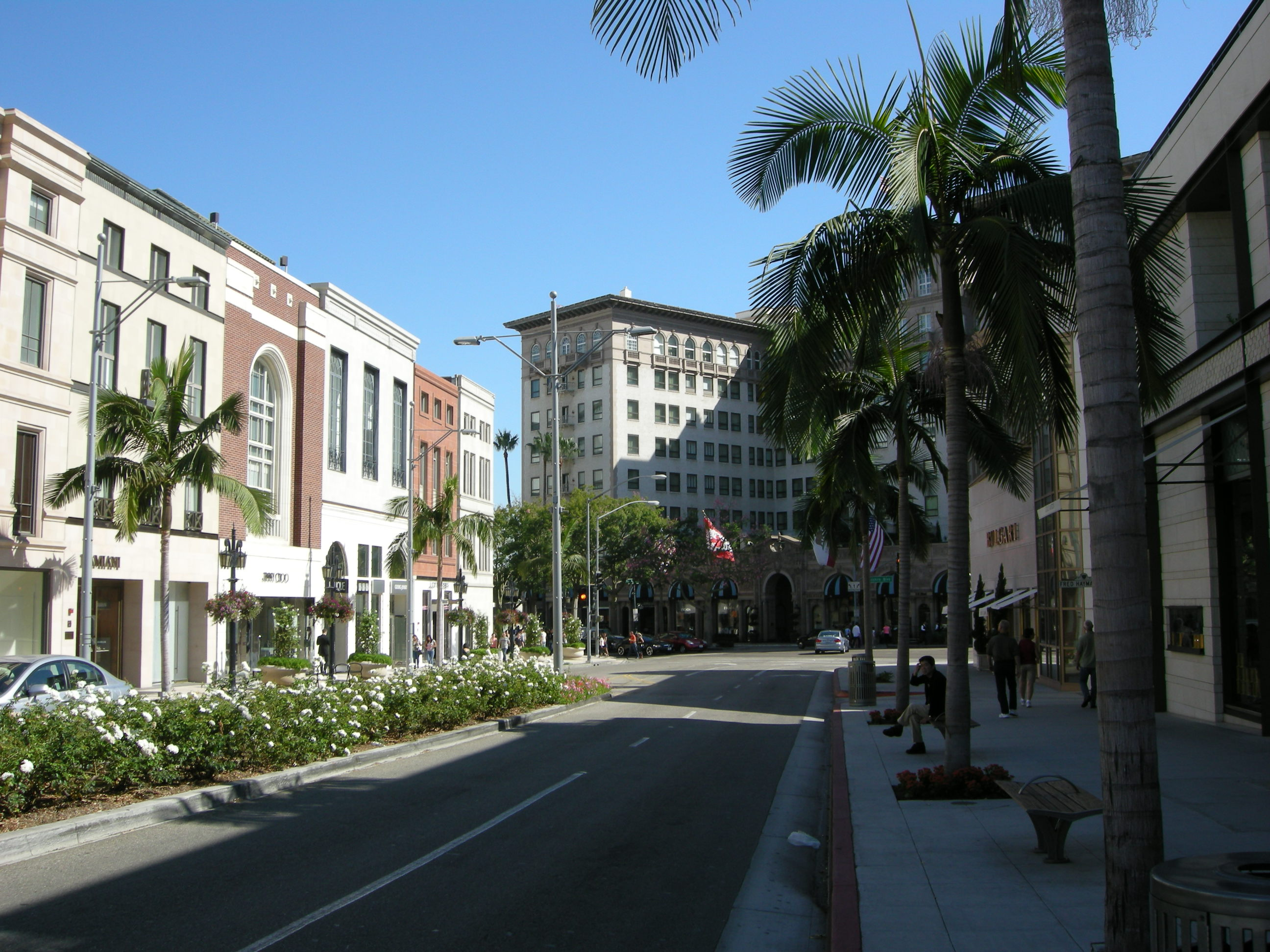
Two Rodeo links, Hotel Beverly Wilshire im Hintergrund, Bulgari-Boutique hinten rechts, Louis Vuitton-Boutique vorne rechts
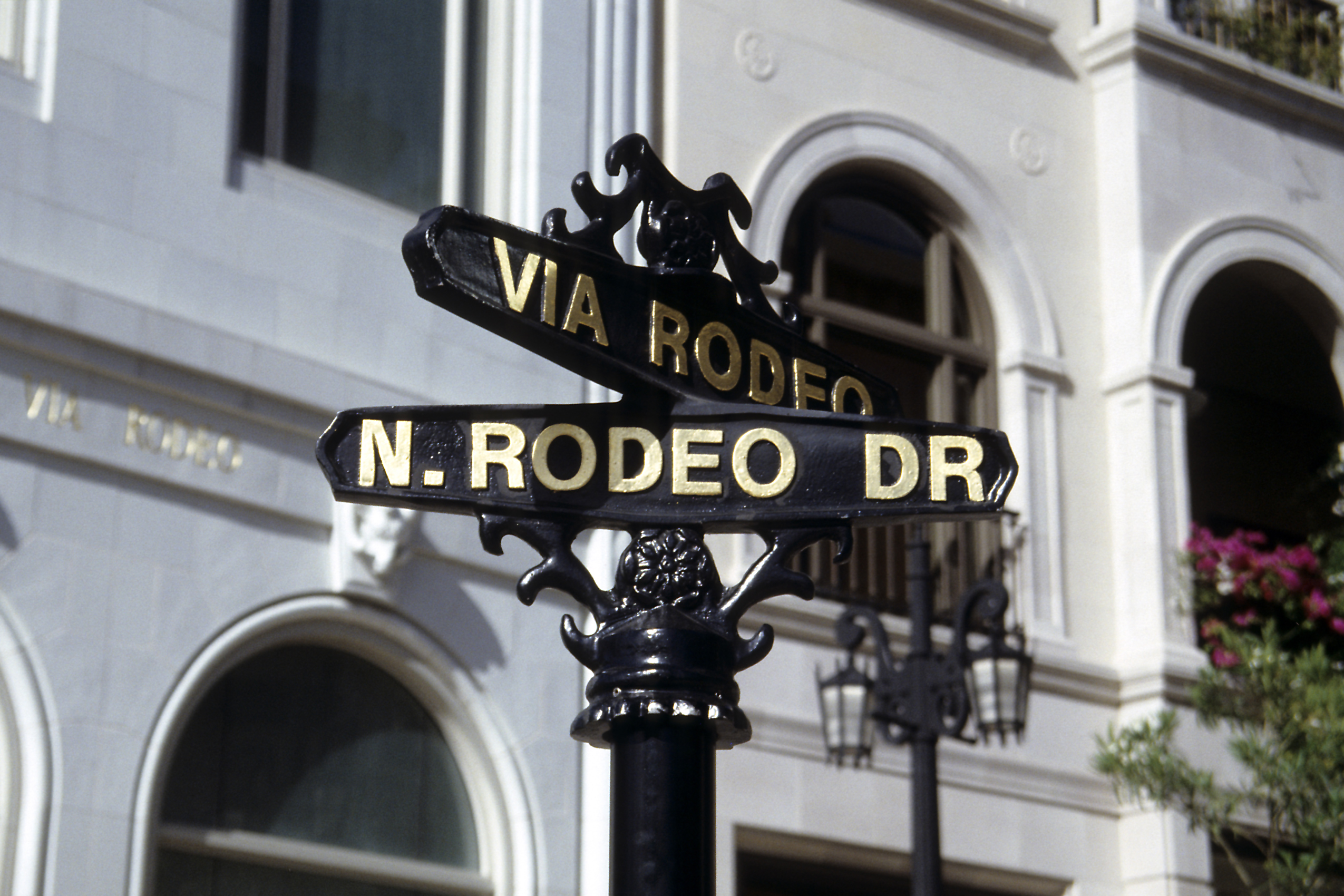
Straßenschild und beliebtes Fotomotiv des Two Rodeo Drive mit Via Rodeo an der Ecke Dayton Way und Rodeo Drive
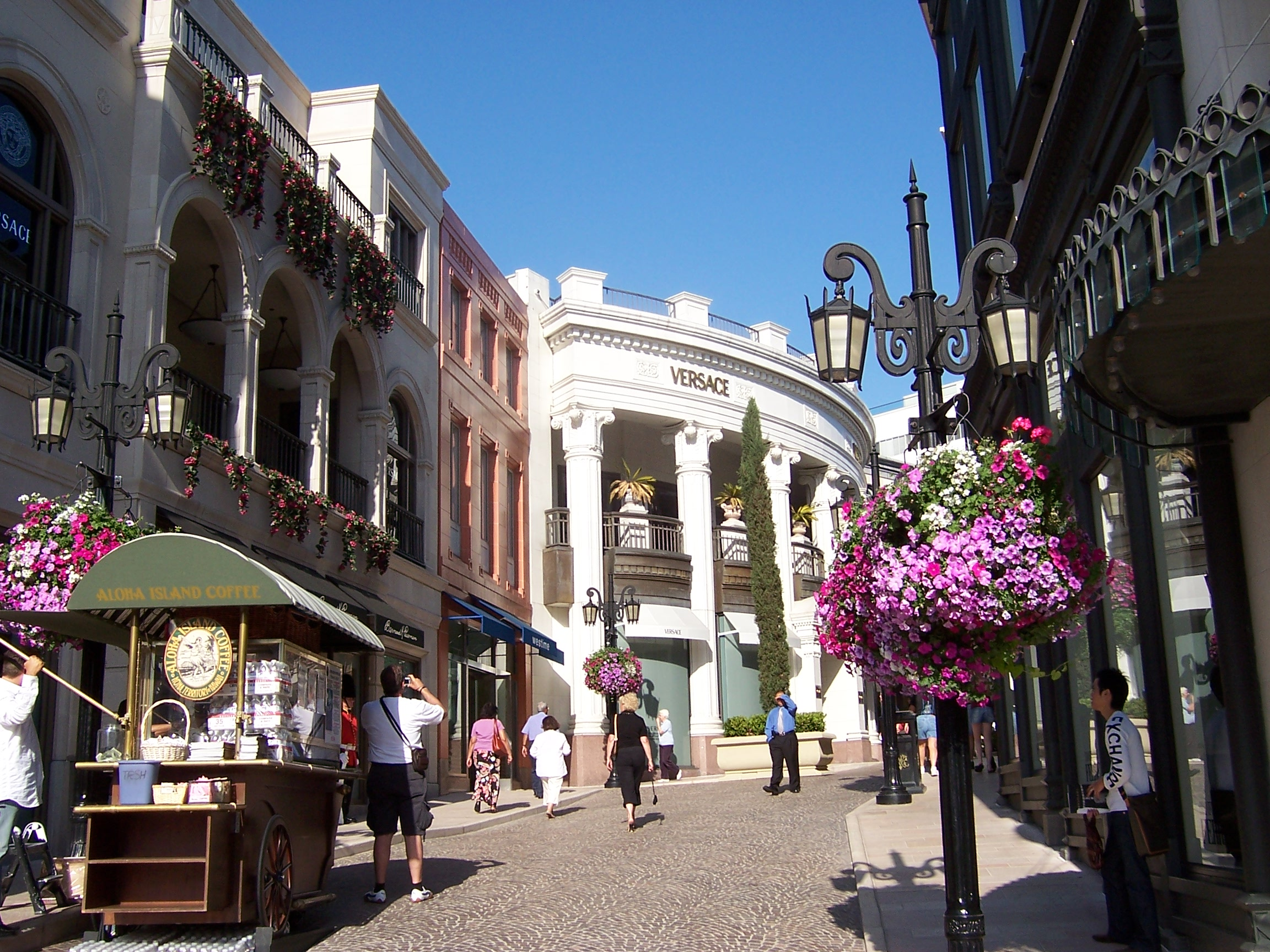
Blick auf die Kopfsteinpflastergasse Via Rodeo des Two Rodeo Drive
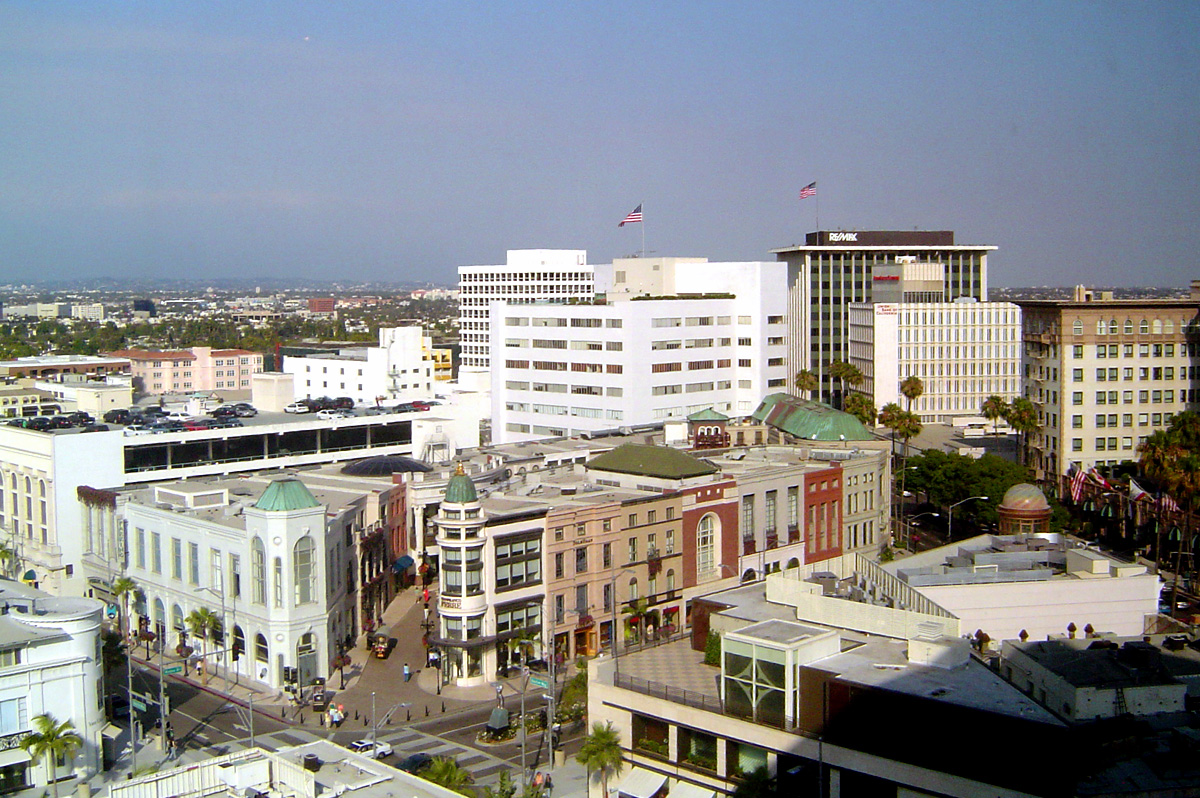
Blick von oben auf Two Rodeo Drive
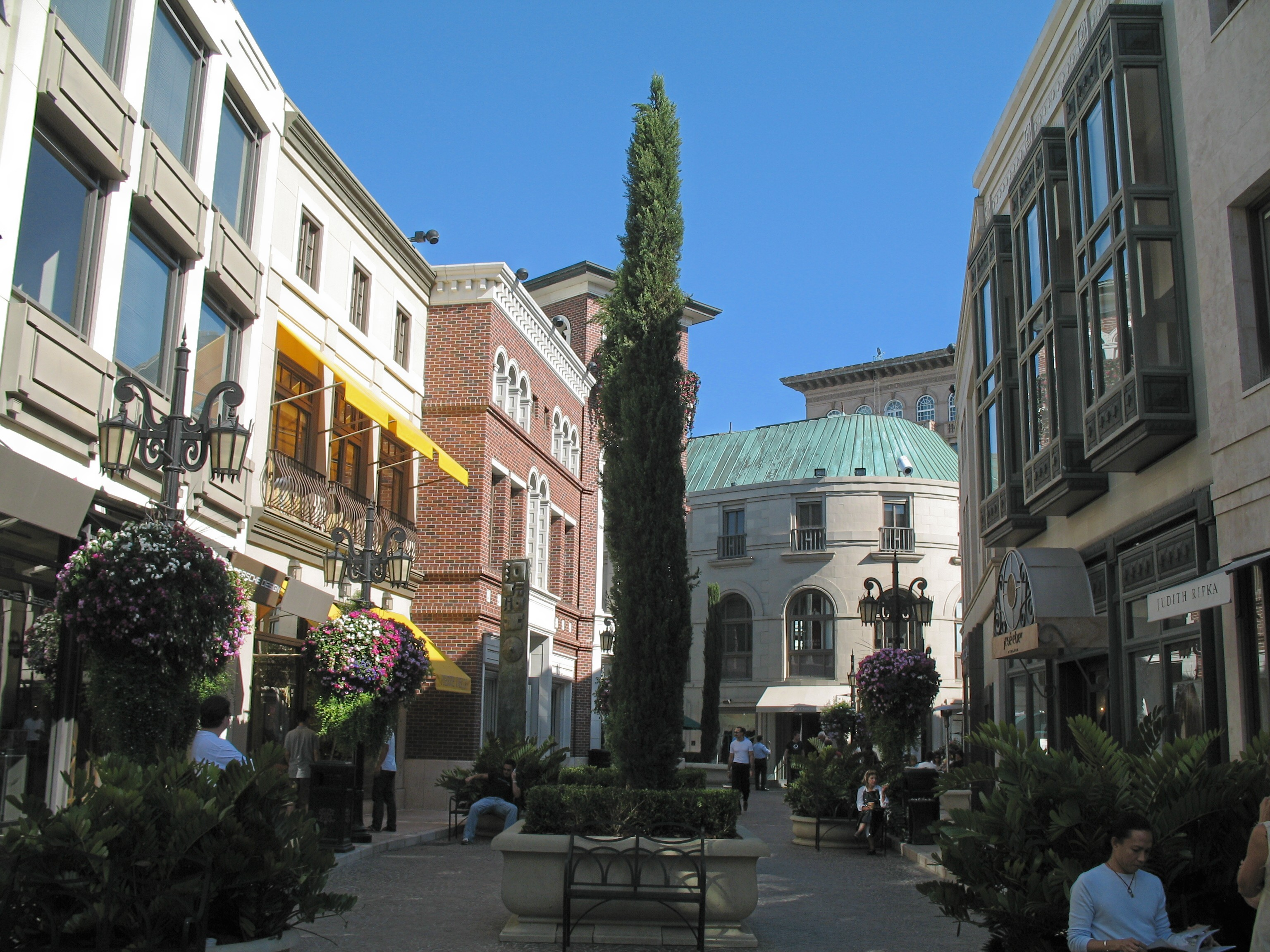
Via Rodeo
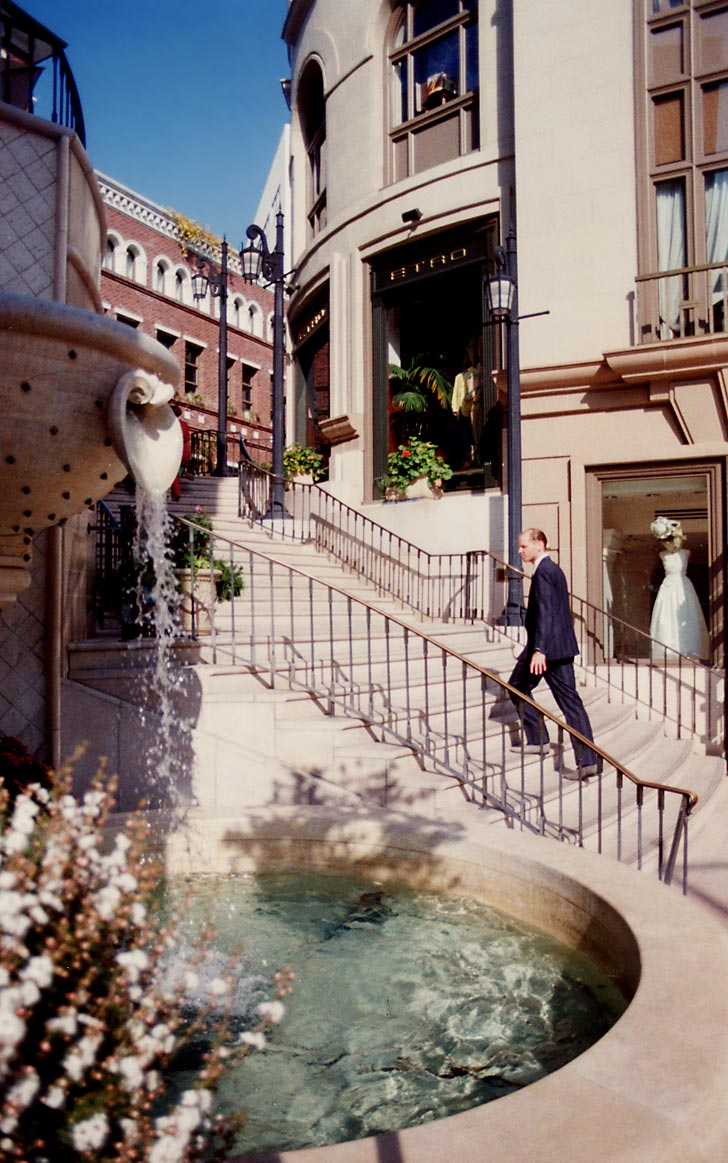
Die sogenannte 'Spanische Treppe' des Two Rodeo Drive führt auf den Wilshire Boulevard
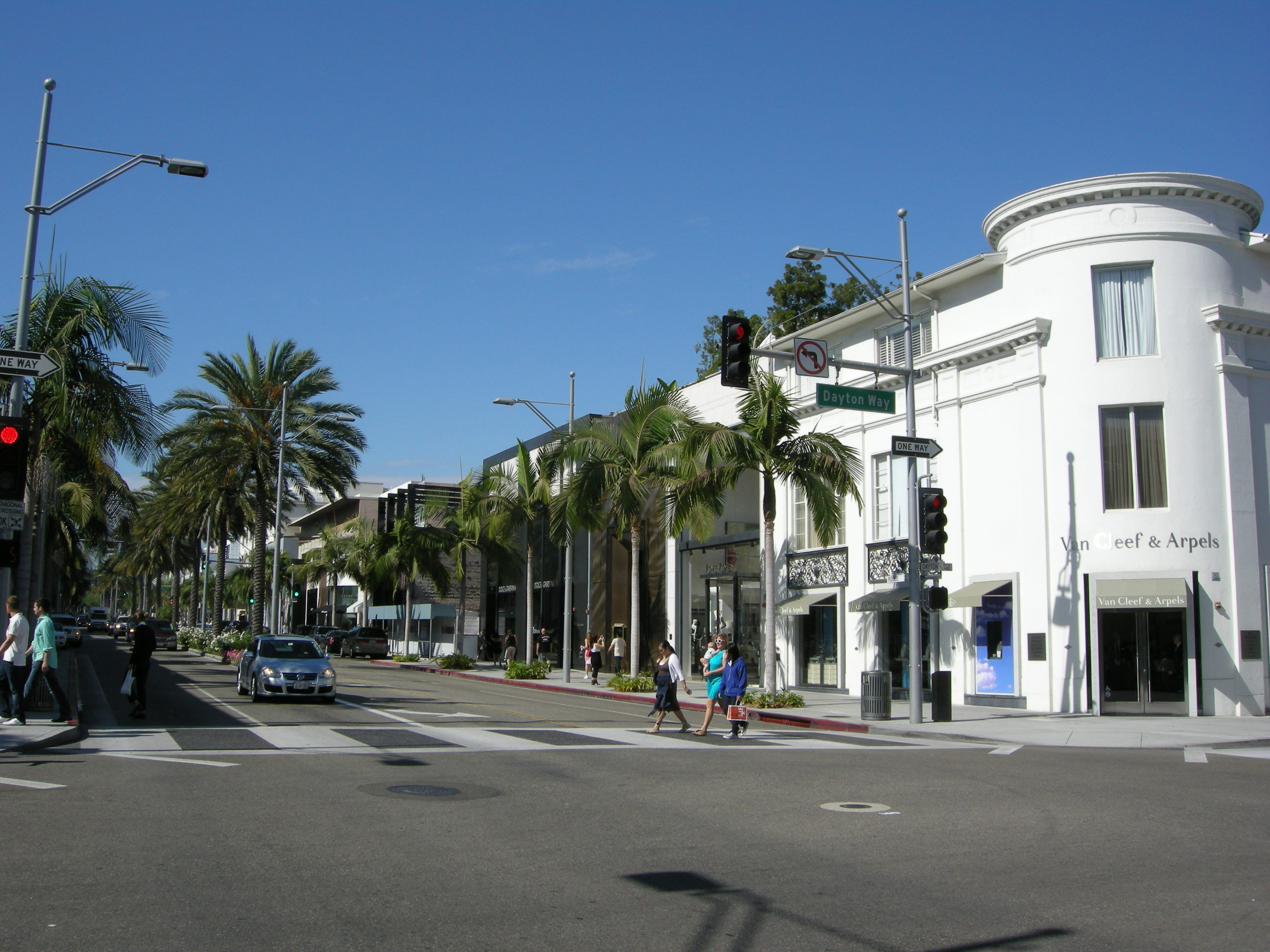
Juwelier Van Cleef & Arpels
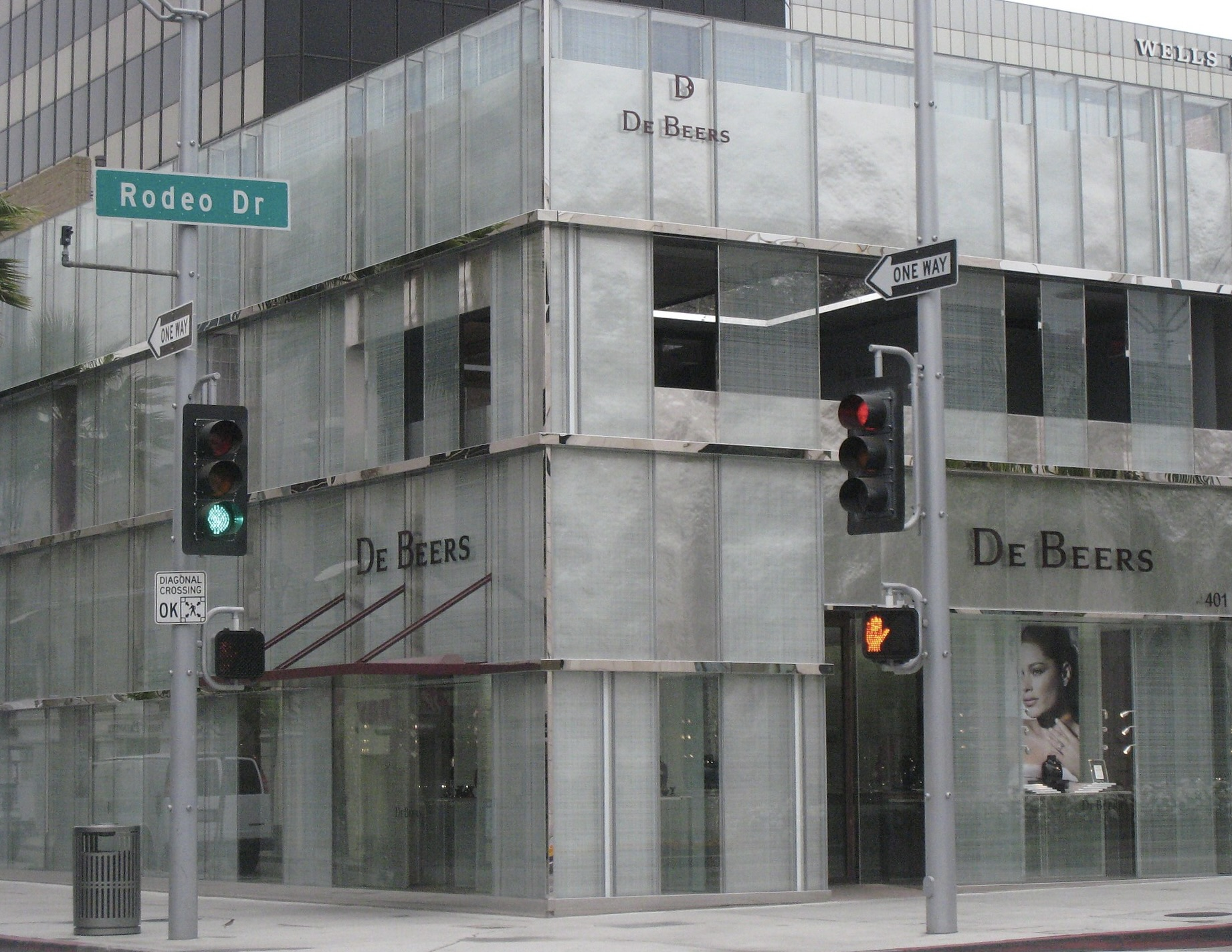
Juwelier DeBeers
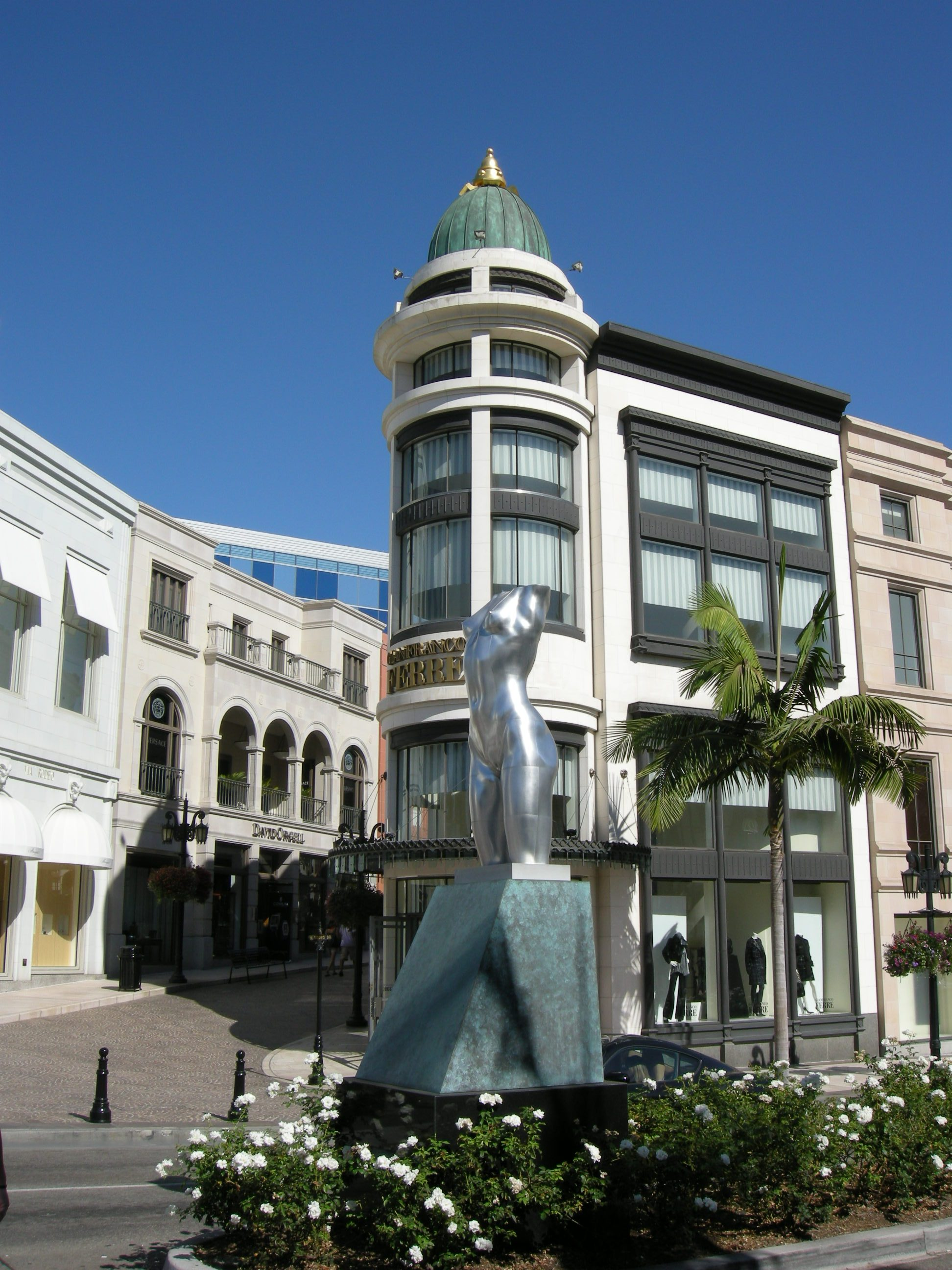
Ehemalige Gianfranco-Ferré-Boutique, Two Rodeo Drive
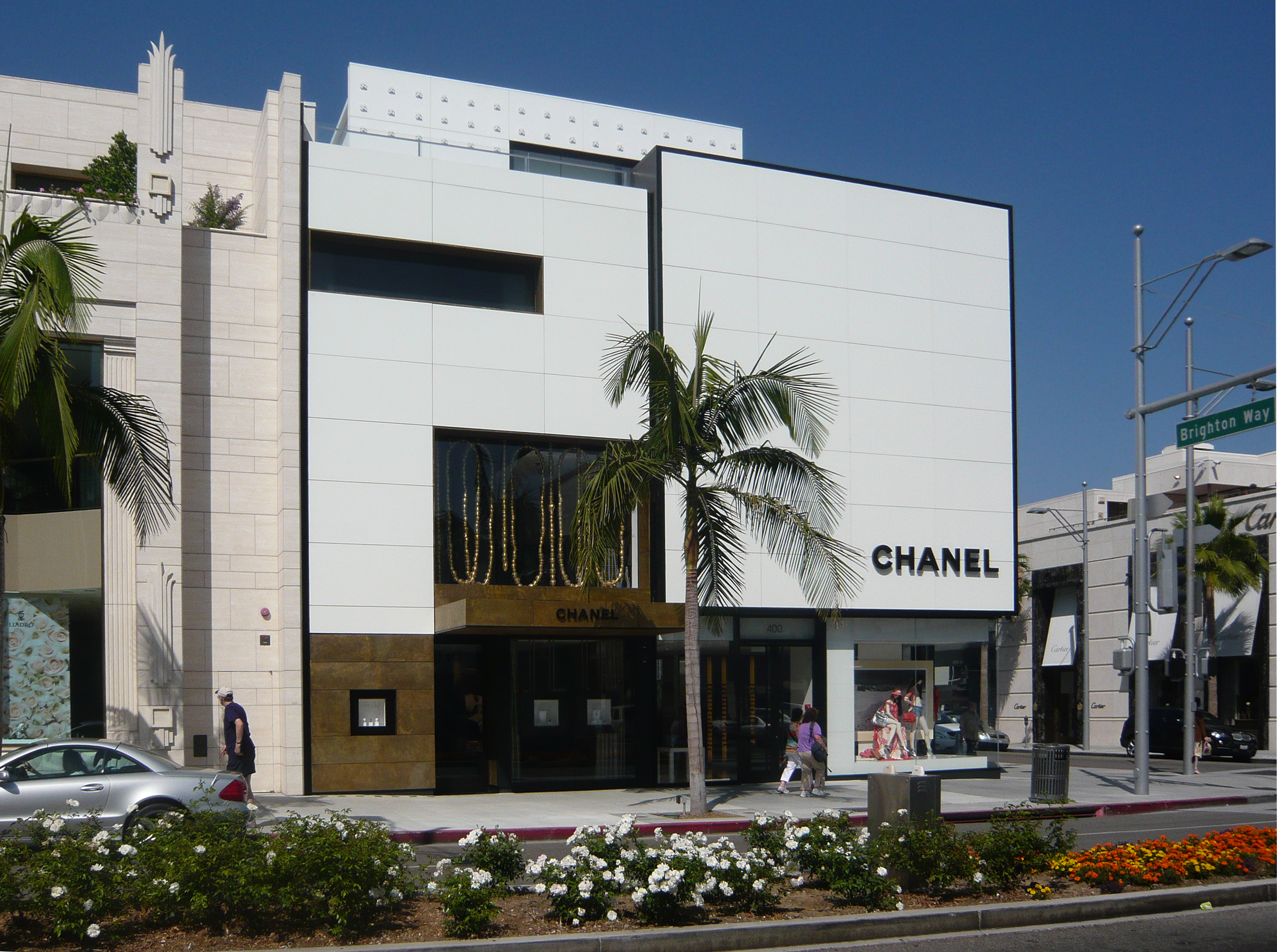
Chanel-Boutique
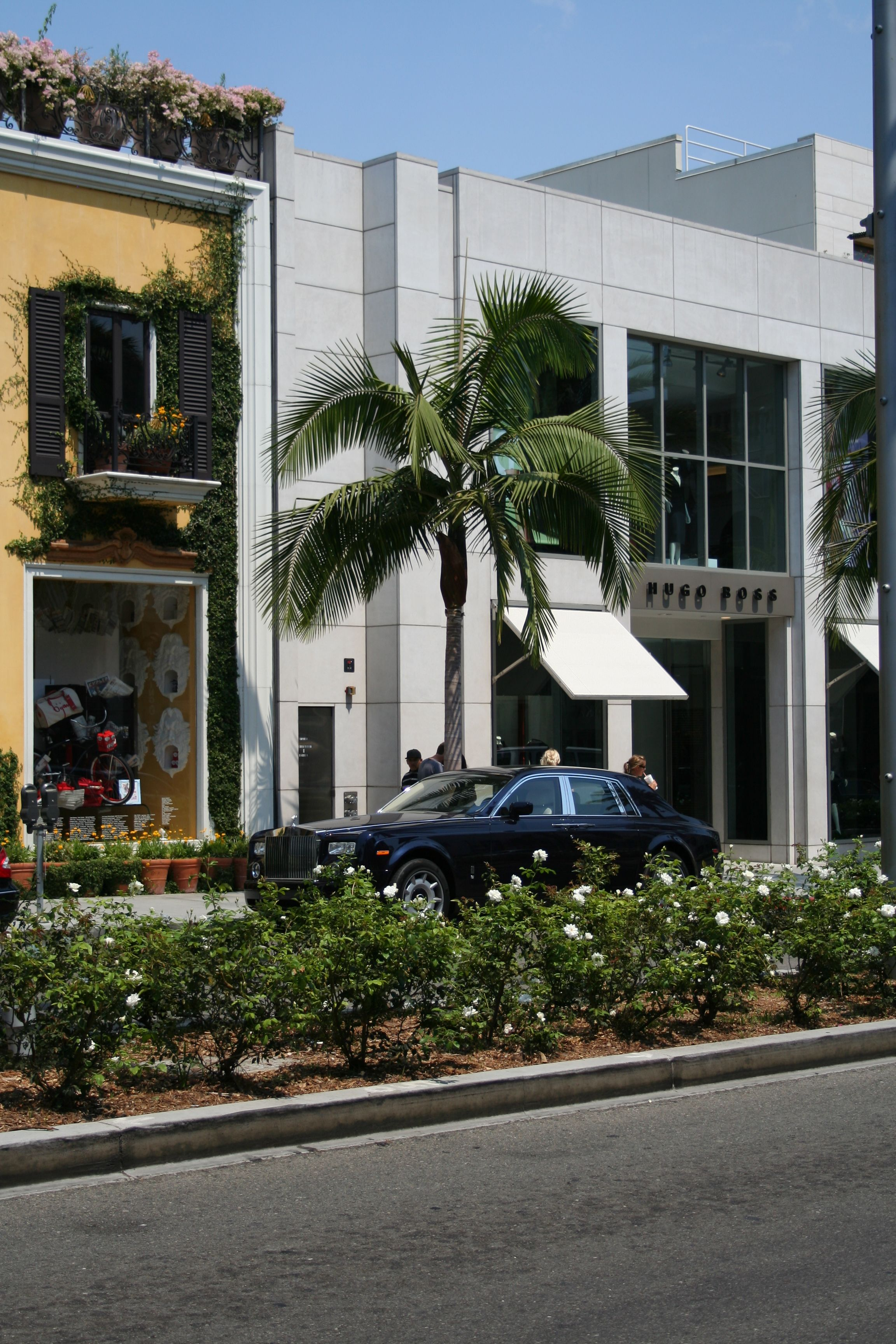
Hugo-Boss-Boutique
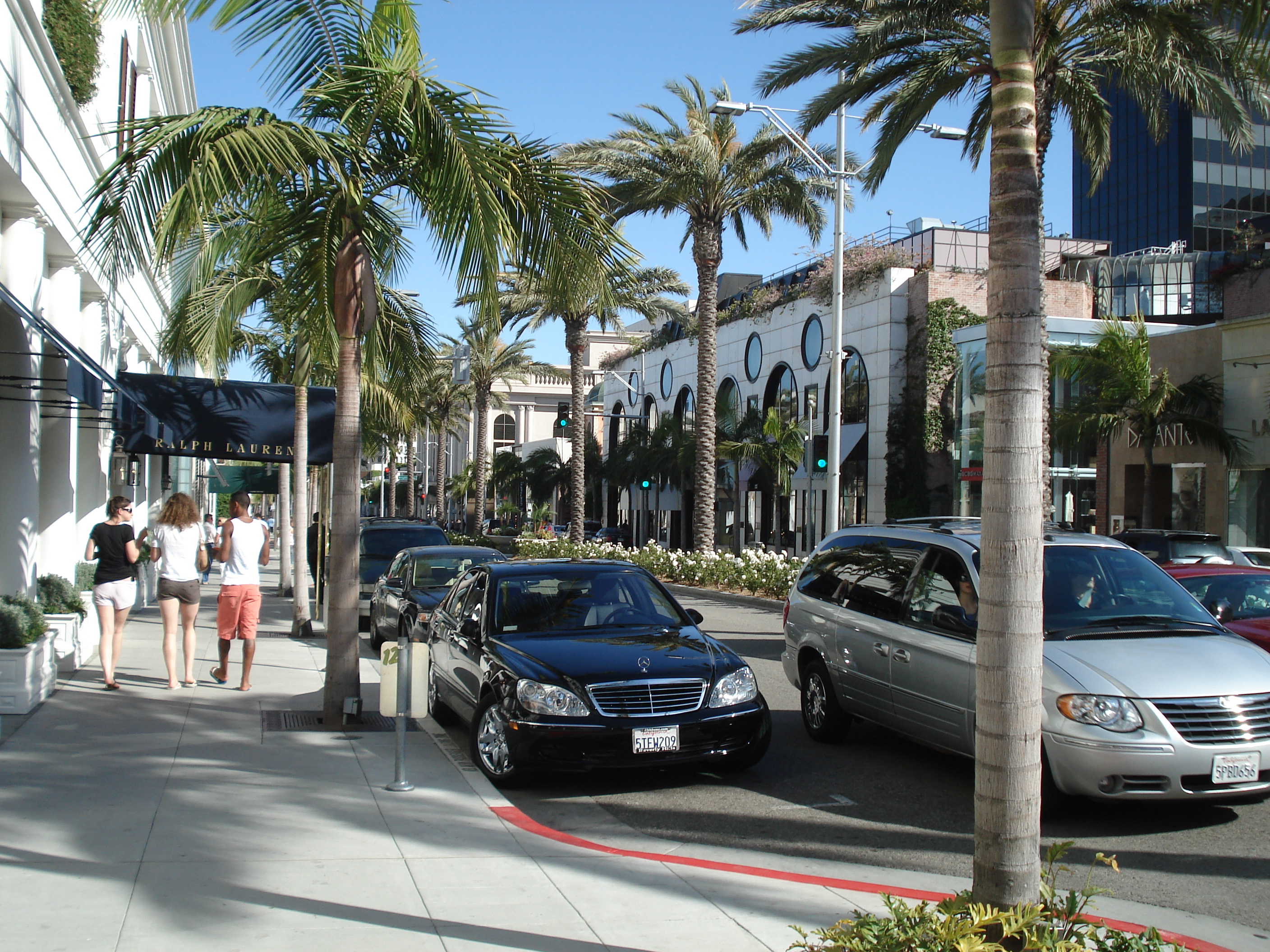
Ralph-Lauren-Boutique
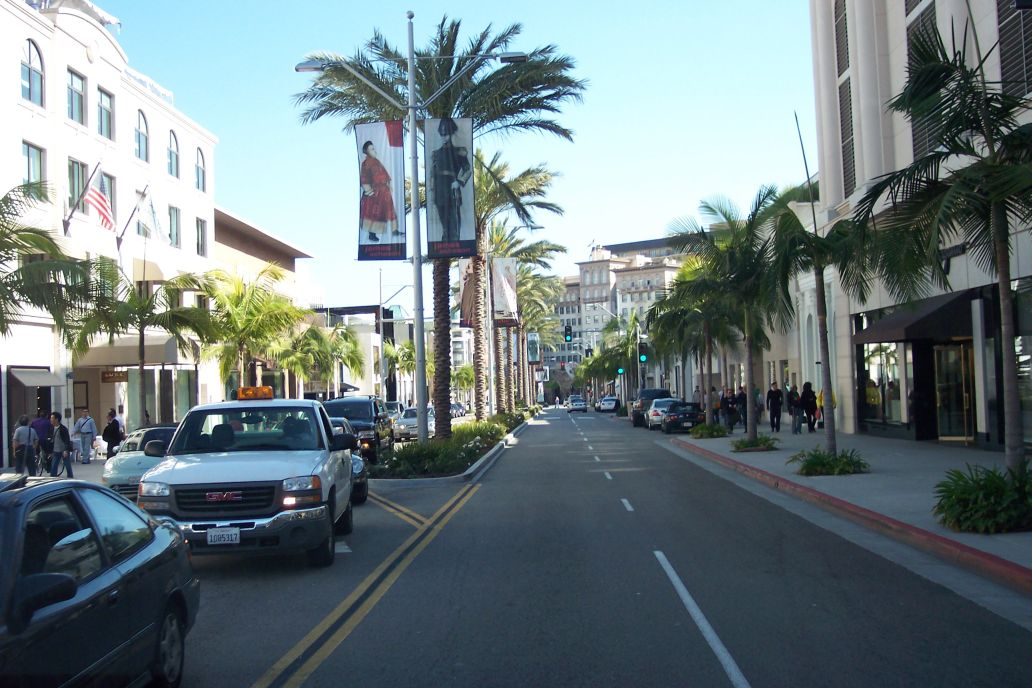
Straßenbild des Rodeo Drive
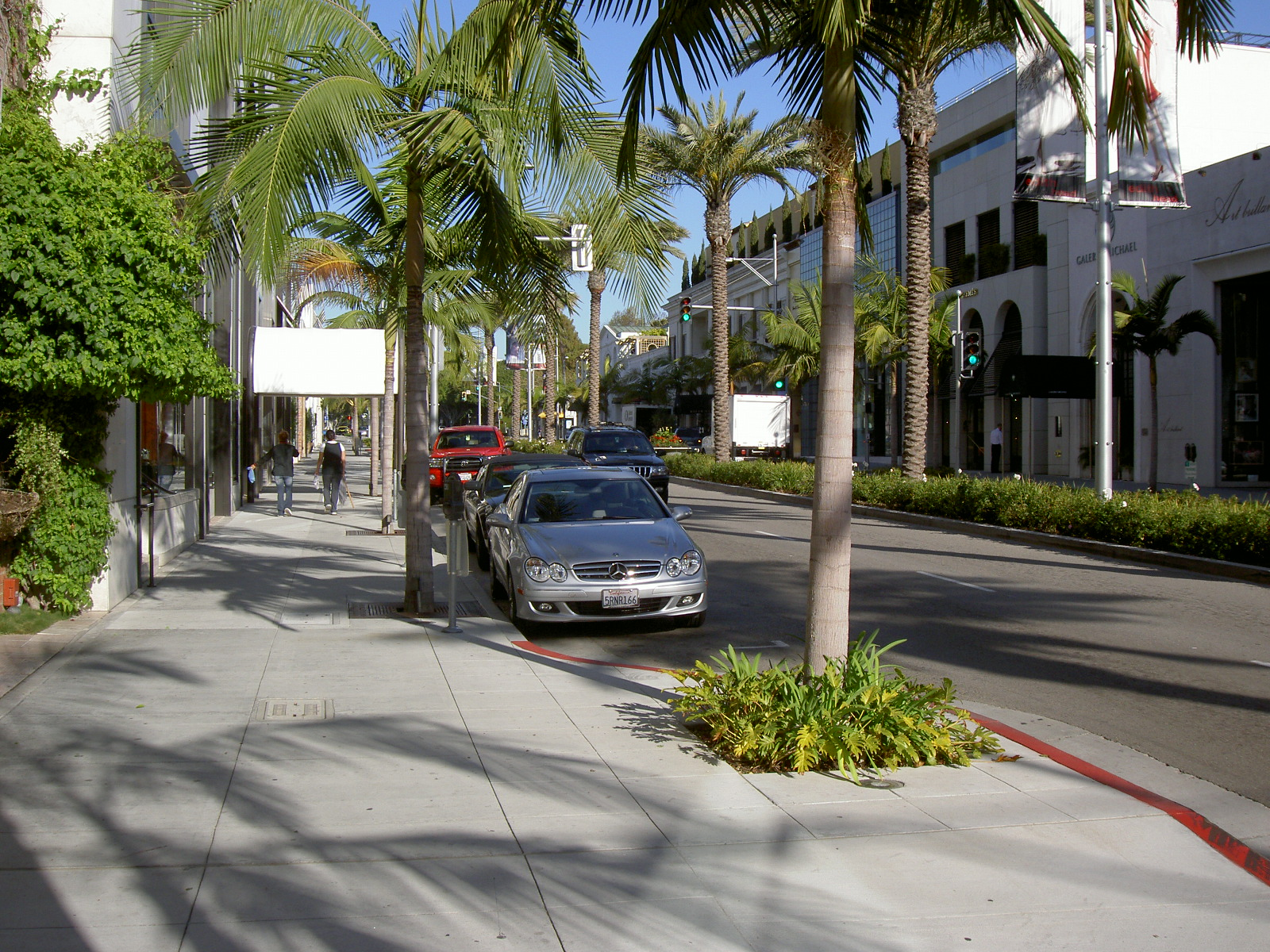
Straßenbild des Rodeo Drive
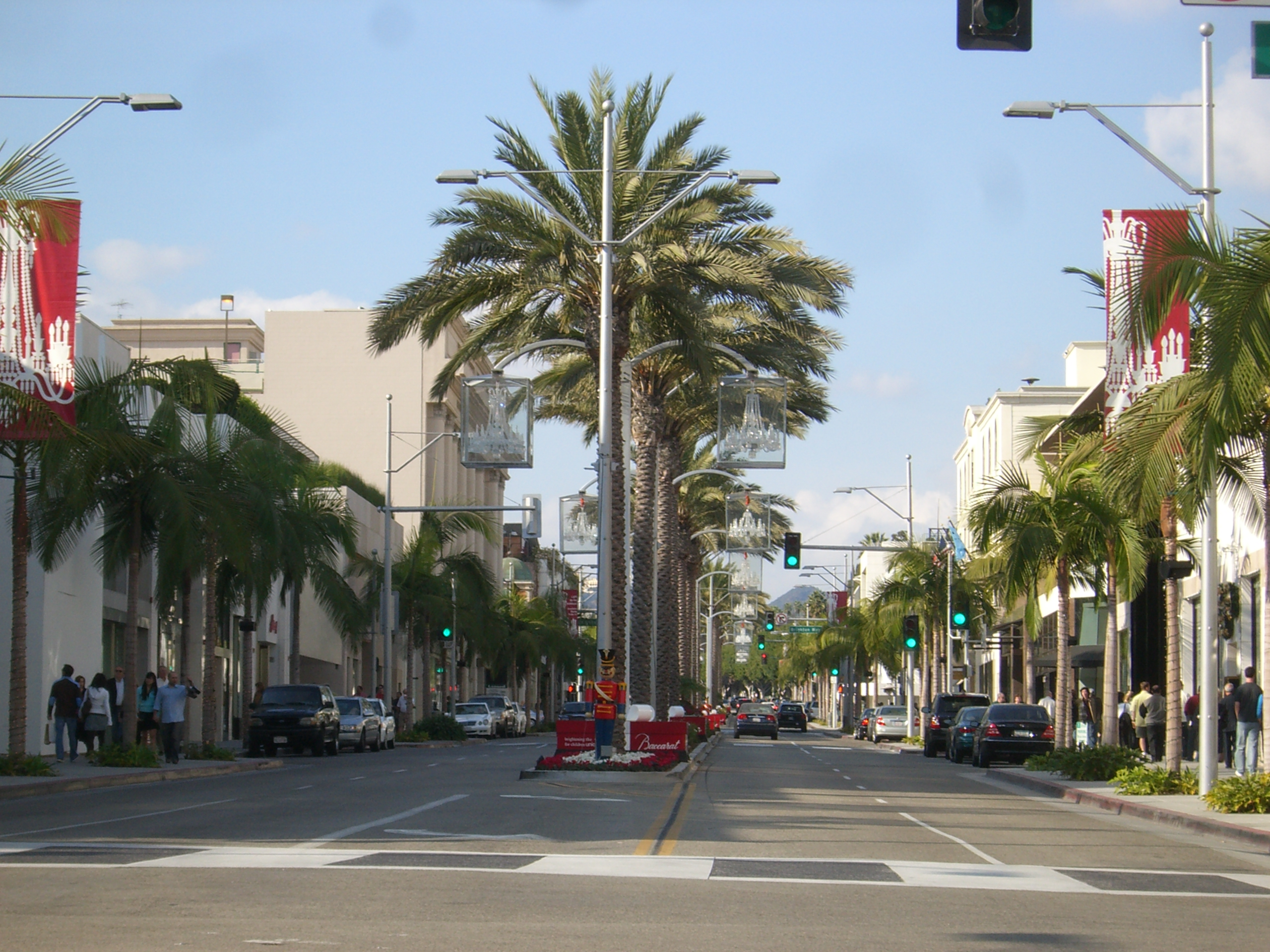
Straßenbild des Rodeo Drive